# Una strada in mezzo al cielo (singolo)
Una strada in mezzo al cielo è un singolo del cantautore italiano Gianluca Grignani, pubblicato il 6 maggio 2016 come secondo estratto dalla raccolta omonima.

## Tracce
Download digitale
1. Una strada in mezzo al cielo – 3:14